# Église réformée calviniste au Coq
L’église réformée calviniste au Coq (en hongrois Kakasos templom, en roumain Biserica Reformată-Calvină cu Cocoș) est une église de Cluj/Kolozsvár.

## Localisation et histoire
Située au 84 rue Moților, à Cluj, l'église réformée calviniste au Coq a été bâtie en 1913-1914 au style de la Belle Époque (Sécession), selon les plans de l'architecte Károly Kós (1883-1977). Au sommet de sa tour se trouve un coq gallican, symbole traditionnel du calvinisme en Transylvanie, d'où le nom de l'église.
À la fin du XVIIIe siècle, le terrain sur lequel se situe actuellement l'église au Coq se trouvait à l'extrémité ouest de la ville (en dehors de l'enceinte) et de ce fait il n'était pas utilisé. Au début du XIXe siècle, la famille du comte Nemes y aménage un jardin public (Népkert). Dans les années 1840, en été, on pouvait assister à des spectacles de théâtre. En 1903, l'Église réformée-calviniste hongroise de Cluj/Kolozsvár achète une grande partie du jardin Népkert en vue de construire une église.
L'architecture de l'église au Coq est inspirée par l'architecture des basiliques romaines. L'intérieur est décoré avec des motifs folkloriques hongrois du Pays de Călata.